# 크롬 도쿠로
크롬 도쿠로(일본어: クローム髑髏)는 가정교사 히트맨 REBORN!의 등장인물이다. 봉고레 패밀리의 수호자이다.

## 프로필
- 속성 : 안개(霧)
- 직급 : 고쿠요, 봉고레 패밀리. 안개의 수호자(Guardiano Di Nebbia / 霧 守護者)
- 본명 : 나기
- 연령 : 13세 → 14세
- 생일 : 12월 5일
- 별자리 : 사수자리
- 혈액형 : ??형
- 신장 : 152 cm
- 체중 : 44 kg
- 출신국가 : 일본
- 고향 : 불명
- 좋아하는 음식 : 쵸코 죠리퐁, 물엿
- 싫어하는 음식 : 느끼한 음식, 파인애플
- 소중한 사람 : 로쿠도 무쿠로, 켄, 치쿠사 ,사와다 츠나요시
- 좋아하는 동물 : 고양이
- 성우 : 아케사카 사토미(日) / 이현진(韓)

## 개요
도로에서 고양이를 구하려다가 트럭에 치여 오른쪽 눈과 내장에 치명적인 손상을 입어 병원에 입원한다. 사경을 헤메는 상황이었지만 그녀의 양부모는 그녀가 죽든 말든 상관하지 않고 내버려둔다. 결국 유체이탈을 한 그녀는 몽환산책을 하던 무쿠로와 만나 자신의 몸을 무쿠로에게 내어주면서 계약을 하게 된다. 계약을 하면서부터 나기라는 이름을 버리고 크롬이라는 성과 무쿠로의 성을 반대로 돌린 이름인 크롬 도쿠로로 개명하고, 무쿠로의 대리라는 사명에 긍지를 가지고 활동한다. 원래 내장이 손상되어 정상적인 생체 활동이 불가능하지만, 무쿠로의 강력한 유환각으로 인해 내장이 재기능을 하고 있다.

## 무기
- 삼지창(三指槍)
  - 무쿠로의 것과는 별개로 크롬이 지니고 있는 삼지창이다.

- 안개의 봉고레 링
  - 크롬이 지닌 봉고레 링으로, 본래 무쿠로의 것이나 대리인 크롬의 몸을 지키기 위해 무쿠로가 크롬에게 주었다. 자세한 것은 봉고레 패밀리 참조.

- 구포. 디. 네비아(Gupo. Di. Nebbia / 안개 부엉이)
  - 본래 글로 키시니아가 지니고 있던 구포. 디. 피오자(Gupo. Di. Pioggia / 비 부엉이)에 무쿠로가 빙의해 안개 속성으로 바뀐 특수한 박스 병기이다. 언제나 크롬의 곁을 지키면서 박스 오픈 상태를 유지하고 있다. 무쿠로와 부엉이를 뜻하는 일본어 후쿠로우를 합쳐 ‘무쿠로우'라는 이름을 얻었다.

- 봉고레 박스(Vongola Box)
  - 자세한 것은 봉고레 박스 참조.

- 봉고레 기어(Vongola Gear)
  - 자세한 것은 봉고레 기어 참조.

## 기술
- 육도윤회(六道輪回)
  - 무쿠로와 계약을 하면서 무쿠로의 힘인 육도윤회를 사용할 수 있게 되었다. 하지만 본래 무쿠로가 지닌 힘이니만큼 대리에 불과한 크롬은 육도를 써도 본 위력을 낼 수 없다.[2]

- 코르티나. 네비아(Cortina.Nebbia / 안개의 커튼)
  - 데이몬 스페이드가 크롬에게 환술최면을 걸어 조종할 때, 크롬에게 명령해 사용한 기술로, 안개의 불꽃을 커튼 형태로 둘러 결계처럼 감싼다. 커튼 자체의 내구성은 약하지만 크롬의 생명과 연결되어 있어 커튼이 손상되면 크롬이 죽는다.

- 안개 방어. 최대 파워(Depeza Nebbia. Full Power)
  - 엔마가 블랙홀로 데이몬 스페이드를 붙잡고 자신과 함께 데이몬을 처리하라고 츠나에게 말할 때, 엔마를 보호하기 위해 사용한 기술이다. 엔마와 자신을 함께 안개의 불꽃의 둥근 결계로 감싸 보호한다. 크롬의 레벨로는 츠나의 공격을 막기엔 무리였지만, 무쿠로가 힘을 보태어 봉고레 기어 버전으로 업그레이드해 츠나의 X 캐논으로부터 엔마와 자신을 보호하는데 성공한다.